# Rita-lin Songs
Rita-lin Songs è un EP degli A Toys Orchestra, pubblicato nel 2011.

## Il disco
L'EP ha anticipato la pubblicazione dell'album Midnight (R)Evolution. L'EP è stato offerto in free download prima dell'uscita ufficiale per 6 giorni sul soundcloud della band (dal 18 al 24 maggio 2011).
La canzone Noir Dance è contenuta anche in Midnight (R)Evolution.In contemporanea al lancio dell'EP, il gruppo ha presentato anche il video di Backbone Blues, tratto da Midnight Talks, che vede Graziano Staino alla regia e Francesco Sonnati al montaggio e post produzione per Morgana Film.

## Tracce
1. The Chauffeur (Duran Duran cover)
2. Plastic romance recycle version
3. Day by day
4. Celentano (italian version)
5. Fisherman's psalm
6. Noir Dance

## Formazione

### Gruppo
- Enzo Moretto - voce, chitarra, piano, synth, chitarra slide
- Ilaria D'Angelis - voce, synth, piano, chitarra, basso
- Raffaele Benevento - basso, chitarra, voce
- Andrea Perillo - batteria, percussioni

### Ospiti
- Enrico Gabrielli (musicista) - arrangiamenti orchestrali
- Fausto Ferrara - tastiere
- Enzo Cimino (Mariposa) - batteria
- Andrea Appino (Zen Circus) - chitarra, aiuto nella traduzione in italiano di Celentano
- Rodrigo D'Erasmo - archi